# Команда активне војске
Команда активне војске је постојала у Краљевини Србији од 1898. до 1902. за време мира као највиша команда војске. На њеном челу је стајао командант активне војске са чином ђенерала и имао је положај после министра војног.

## Историја
Команда активне војске је установљена Уредбом за Команду активне војске од 25. децембра 1897, по старом календару. Краљевским указом за команданта активне војске је постављен бивши краљ Милан Обреновић, ђенерал. Прописано је да ће под Командом у мирно доба стајати све команде дивизијских области односно сталног кадра и редовне војске, као и остале трупне команде сталног кадра и редовне војске ван дивизијског састава. Тадашњи Главни ђенералштаб са својим Операцијским одељењем пренесен је у састав Команде са називом Ђенералштабно одељење. Одређено је да Команда постоји у циљу: једнообразног командовања и употребе војске, савременог извођења наставе и васпитања војске, стројног и тактичког вежбања појединих родова војске и већих здружених тела, маневровања већих војних тела, као и ради прибирања података за целокупан развитак и спрему војске и земље за рат.
На основу друге Уредбе о Команди активне војске од 6. августа 1900, по старом календару, одређено је да Команда постоји за време мира ради једнообразног командовања, једнообразног и савременог извођења наставе и васпитања војске, стројног и тактичког вежбања појединих родова оружја и задружних јединица. Краљевским указом за команданта активне војске је постављен пензионисани ђенерал Михаило Срећковић, краљев почасни ађутант. Поново је установљен Главни ђенералштаб који је преузео неке од послова и надлежности дотадашње Команде.
На основу треће Уредбе о Команди активне војске од 19. априла 1902, по старом календару, одређено је да Команда постоји у мирно време као највиша команда војске. Краљевским указом за команданта активне војске је постављен ђенерал Димитрије Цинцар-Марковић, дотадашњи начелник Главног ђенералштаба и в. д. команданта активне војске. Поново је укинут Главни ђенералштаб који је са својим Операцијским одељењем ушао у састав Команде као Ђенералштабно одељење.
Дана 17. новембра 1902, по старом календару, коначно је укинута Команда активне војске, а поновно установљен Главни ђенералштаб. Историјско и Географско одељење Министарства војног враћена су у Главни ђенералштаб, Ађутантско одељење Команде у Општевојно одељење Министарства војног, а Ђенералштабно одељење Команде у Главни ђенералштаб.

## Командант
Према првој Уредби за Команду активне војске (1897) командантуру су чинили командант активне војске и начелник Штаба Команде. Командант је имао чин ђенерала. Командовао је активном војском и имао право давања одсуства и власт дисциплинског кажњавања као и министар војни. Начелник Штаба Команде је исто имао чин ђенерала. Служио је команданту као орган за руковање и управљање свим пословима Команде. Истовремено је био начелник ђенералштабне струке. Потписивао је сва акта за која би га овластио командант. Начелник Штаба Команде је имао положај, права, власт и све принадлежности дивизијског команданта. Команданта активне војске и начелника Штаба Команде активне војске је постављао краљ указом на предлог министра војног.
Према другој Уредби о Команди активне војске (1900) командант активне војске је имао чин ђенерала. Стајао је непосредно под министром војним у сваком погледу. Имао је највиши командни положај после министра војног коме се обраћао за све у свом делокругу. Командант је распоређивао у свом подручју све официре неуказних положаја, имајући у виду буџетску могућност. Тако је исто распоређивао и све нареднике према формацији војске. Имао је право дисциплинског кажњавања као и министар војни. Начелник Штаба Команде активне војске је био орган командантов за руковање и управљање пословима у Штабу. По овлашћењу команданта могао је потписивати акте о пословима мањег значаја. Имао је положај, право и власт дивизијског команданта. Команданта и начелника Штаба Команде је постављао краљ указом на предлог министра војног.
Према трећој Уредби о Команди активне војске (1902) командант активне војске је био ђенералског чина. Имао је положај у војсци после министра војног. Надлежности команданта: свестрано командовање војском, њен напредак и развитак у погледу васпитања, наставе и вежбања, здружена вежбања родова оружја и маневровање великих тела, прибирање и сређивање података о свеколикој спреми војске и земље за рат и проучавање суседних држава и њихових војски у свим правцима потребним за оцену њихове ратне вредности и моћи. Командант је за сва војна питања која су стајала у вези са материјалним и новчаним издацима тражио одобрење министра војног. Подносио је годишње извештаје непосредно врховном заповеднику војске краљу, а један примерак је слао и министру војном. Начелник Штаба Команде активне војске је био главни орган командантов. Управљао је целим Штабом и службом у њему и био начелник ђенералштабне струке. Имао је положај, права и власт дивизијског команданта. Команданта је постављао и разрешавао краљ указом, а начелника Штаба Команде је бирао сам командант.